# 挪威王國 (872年-1397年)
挪威王权领或称古挪威王国，指的是13世纪权力达到巅峰的挪威王国，王国此前经历了漫长的内战时代（约至1240年）。这一王国是一个松散统一的国家，领土包括今挪威本土、瑞典的耶姆特兰、海里耶達倫、兰里克（今布胡斯伦）及伊德雷与塞尔纳，同时包括由挪威人航海者定居并最终纳入王国“纳税领地”的海外属地。在北方，挪威也与大量位于大陆的纳税领地接壤。挪威的扩张主义自872年建国起便已开始，其国力巅峰出现在1240年到1319年之间。
在内战时期（1130–1240）之前的扩张巅峰阶段，西居尔一世于1107至1110年发动了挪威十字军。挪军在里斯本和巴利阿里群岛取得胜利，并在西顿围城战中与耶路撒冷国王鲍德温一世及威尼斯总督奥尔德拉福·法列罗并肩作战，最终扩大了耶路撒冷王国的疆域。 莱夫·埃里克松，一位具有挪威血统的冰岛人、挪王奥拉夫一世的“侍从”（hirdman），在哥伦布航行500年前便已到达美洲。 不来梅的亚当在1076年的《汉堡主教教会史》（Gesta Hammaburgensis ecclesiae pontificum）中记载了这些新发现的土地，他曾听丹麦国王斯文一世讲述，但没有其他史料显示这些知识传播到不来梅以外的欧洲地区。
挪威王国是欧洲继英格兰之后第二个施行统一全国法典的国家，该法典名为《马格努斯·拉加博特的国家法》（1274年），适用于全境。
世俗权力在国王哈康四世于1263年去世时达到了顶峰。此时期的一个重要特征是1152年设立的尼达洛斯总教区的教会至上地位。没有确切史料可证明耶姆特兰何时归属乌普萨拉大主教辖区。乌普萨拉的建立晚于尼达罗斯，是继隆德和尼达罗斯之后斯堪的纳维亚的第三个总教区。教会在卡尔马联盟前后参与了旨在使瑞典在耶姆特兰占据主导地位的政治进程。该地区曾是瑞典王国的边缘地带，可能与特伦德拉格、霍洛加兰等地存在某种联盟关系。
统一王国的建立由哈拉尔一世于9世纪发起。他统一挪威诸侯国的努力，奠定了挪威第一个中央政权的基础。但不久之后国家再次分裂，直到11世纪上半叶再次整合为统一体。自哈拉尔一世以来，挪威始终为君主制国家，历经多个时代沿袭至今。

### 资料
1. 1 2  Demir, Sores Welat. . SWD Group. 1 January 2019  [21 June 2022]. ISBN 9788284220246. （原始内容存档于30 July 2022） –Google Books.
2. ↑  Thomas Madden, The New Concise History of the Crusades (Rowman and Littlefield, 2005), pp. 40–43.
3. ↑  Bandlien, Bjørn (编). . . 31 January 2020  [1 February 2020]. （原始内容存档于5 August 2017） （挪威语）.